# إي سي دبليو (علامة تجارية لدبليو دبليو إي)
كانت إي سي دبليو علامة تجارية لمنظمة المصارعة المحترفة وورلد ريسلينغ إنترتاينمينت. تأسست العلامة التجارية في 25 مايو 2006، كإنعاش لمنظمة إكستريم تشامبيونشيب ريسلينغ (إي سي دبليو)، والتي استحوذت دبليو دبليو إي على أصولها في عام 2003، وانتهت في 16 فبراير 2010. لقد تصارع المصارعون المعينون للعلامة التجارية إي سي دبليو في الغالب على برنامج إي سي دبليو التلفزيوني وأحداث الدفع مقابل المشاهدة التي تحمل علامة إي سي دبليو أو ذات العلامة التجارية المشتركة. ومن عام 2007 إلى عام 2009، صار مصارعو إي سي دبليو يظهرون أحيانًا في برامج راو وسماكداون التلفزيونية بسبب اتفاقيات تبادل المواهب بين العلامات التجارية. تم استبدال العرض بسلسلة الواقع إن إكس تي، والتي تم تغيير علامتها التجارية لتصبح منطقة تطويرية تسمى دبليو دبليو إي إن إكس تي، في عام 2012.

## التاريخ

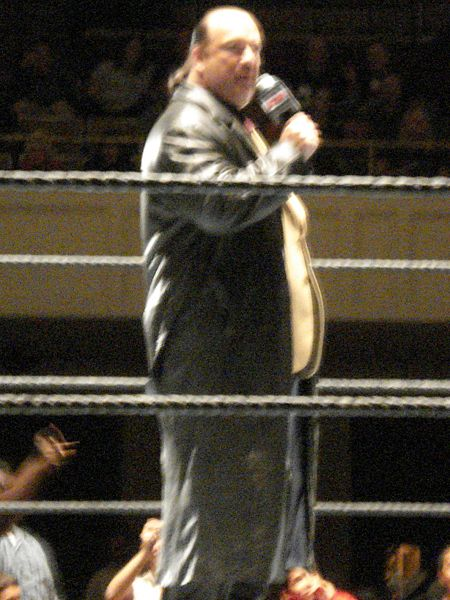
بول هيمان، أول ممثل لإي سي دبليو في الحلبة في عام 2006

في أوائل ومنتصف عام 2002، خضعت وورلد ريسلينغ فيدرايشن (دبليو دبليو إف) لعملية أطلقوا عليها اسم «توسيع العلامة التجارية». قسمت وورلد ريسلينغ فيدرايشن نفسها إلى مجموعتي مصارعة بحكم الأمر الواقع مع قوائم منفصلة وقصص وشخصيات سلطة. لقد كانت راو وسماكداون! ستستضيف مباريات مصارعة ومحاور قصص وتتنافس بشكل أساسي ضد بعضها البعض. جاء الانقسام نتيجة شراء دبليو دبليو إف لاثنين من أكبر منافسيه، بطولة العالم للمصارعة (دبليو سي دبليو) وإكستريم تشامبيونشيب ريسلينغ (إي سي دبليو)، حيث تضاعفت بالتالي قائمة المصارعين والبطولات. تم الإعلان عن توسيع العلامة التجارية علنًا من قبل ليندا مكمان في 25 مارس خلال بث راو التلفزيوني وصار رسميًا في اليوم التالي. حصلت دبليو دبليو إي على حقوق العلامات التجارية ومكتبة الفيديو الخاصة بإي سي دبليو في عام 2003.
دفعت الشعبية الهائلة لبضائع إي سي دبليو دبليو دبليو إي إلى تنظيم وان نايت ستاند، وهو حدث دفع مقابل المشاهدة لإي سي دبليو في 2005. دفع النجاح المالي والنقدي للحدث دبليو دبليو إي لتنظيم حدث ثانٍ بنفس الاسم وان نايت ستاند في العام التالي. ومع الاهتمام المتجدد بمنتج إي سي دبليو، بدأت دبليو دبليو إي في استكشاف إمكانية إحياء العرض الترويجي بدوام كامل. في 25 مايو 2006، أعلنت دبليو دبليو إي عن إطلاق إي سي دبليو كعلامة تجارية قائمة بذاتها، متوافقة مع راو وسماكداون، مع عرضها الخاص على قناة ساي فاي. في 29 مايو، عقدت دبليو دبليو إي مسودة تمديد علامتها التجارية لعام 2006 التي شارك بها مؤسس إي سي دبليو بول هيمان والذي تلقى مجموعتين من اجمالي اختيارات المسودة؛ واحدة من راو والأخرى من سماكداون للعلامة التجارية إي سي دبليو المنشأة حديثًا. أثناء المسودة، تمت صياغة روب فان دام من راو وكيرت أنغل من سماكداون.
تم إنتاج علامة إي سي دبليو في البداية بشكل مختلف عن العلامات التجارية الأخرى لدبليو دبليو إي. بالنسبة للأحداث المتلفزة، تم وضع الكاميرات الرئيسية المواجهة للحلقة في موقع مختلف في الساحة، بينما ظهر شعار إي سي دبليو على حلبة المصارعة نفسها فيما كانت أغطية مشابك الربط فارغة. تمت الإشارة إلى الممثلين الذكور بـ«المتطرفين» بدلًا من «النجوم البارزين» بينما كان يطلق على المؤدين الإناث اسم «الثعالب» بدلًا من الديفاز. ومع ذلك، بدأ إنتاج العلامة التجارية يسير بنفس شكل العلامات التجارية الأخرى. خلافًا لقواعد المباراة في المنظمة الأصلية، مثل عمليات العد وفقدان الأهلية، فقد صارت المباريات الآن قياسية. تم تصنيف المباريات التي تتضمن مجموعة من قواعد المنظمة الأصلية على أنها ضمن مباريات «القواعد المتطرفة» ولم تحدث مبارياتها إلا عند تحديدها.

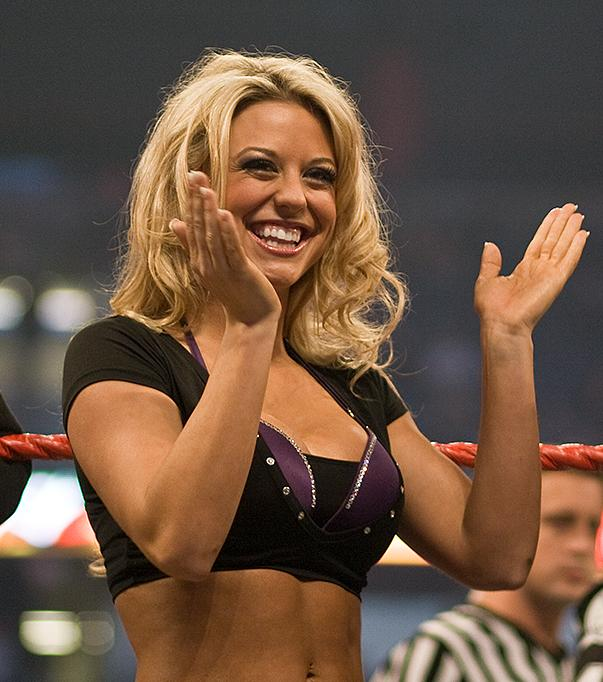
تيفاني (المدير العام الأخير لإي سي دبليو) في راو، نوفمبر 2008

شغل بول هيمان، مالك إي سي دبليو السابق، منصب ممثل إي سي دبليو على الهواء حتى ديسمبر تو ديسميمبر، عندما تم إعفائه من واجباته داخل وخارج الهواء مع دبليو دبليو إي. بعد مغادرة هيمان في أواخر عام 2006، لم تكن هناك شخصية سلطة في برنامج إي سي دبليو حتى 14 أغسطس 2007، عندما تم الإعلان عن أرماندو إسترادا مديرًا عامًا. وفي 3 يونيو 2008، تم استبدال إسترادا بتيودور لونغ. وفي حلقة 7 أبريل من إي سي دبليو، تم الإعلان عن عودة لونغ إلى سماكداون لأداء دور المدير العام. من هذه النقطة، تم تسمية تيفاني كمديرة عامة مؤقتة ثم تولت منصب المدير العام بدوام كامل في 30 يونيو 2009.
في 16 أكتوبر 2007، بدأ «تبادل المواهب» بين العلامات التجارية سماكداون وإي سي دبليو، مما سمح للمواهب في كلا العرضين بالظهور على أي من العلامات التجارية. في 8 سبتمبر 2008 من حلقة راو، تم الإعلان عن بدء «تبادل المواهب» بين العلامات التجارية راو وإي سي دبليو، مما سمح للمواهب في كلا العرضين بالظهور على أي من العلامات التجارية. وبعد مسودة دبليو دبليو إي لعام 2009، تم إلغاء تبادلات هذه المواهب بهدوء.
في 2 فبراير 2010، أعلن رئيس دبليو دبليو إي فينس مكمان نهاية إي سي دبليو بتاريخ بث الحلقة الأخيرة في 16 فبراير. لقد كانت المباراة الأخيرة في العرض عبارة عن مباراة قواعد متطرفة حيث فاز ايزكيل جاكسون ببطولة إي سي دبليو حين هزم كريستيان.
ومع حل العلامة التجارية إي سي دبليو بشكل دائم، فقد تم تعيين قائمة موظفي إي سي دبليو إلى علامات تجارية أخرى. تم استبدال العرض بسلسلة الواقع إن إكس تي، والتي تم تغيير علامتها التجارية لتصبح منطقة تطويرية تسمى دبليو دبليو إي إن إكس تي، في عام 2012.

## الإرث
اشتكى العديد من مصارعي إي سي دبليو من نسخة دبليو دبليو إي. قالت المصارعة السابقة جاز أن نسخة دبليو دبليو إي كانت «نسخة مخففة من إي سي دبليو».

## البطولات
أعيد تنشيط بطولة الوزن الثقيل العالمية إي سي دبليو حين تم إنعاش إي سي دبليو في عام 2006 كعلامة تجارية ثالثة، وقد كان الهدف منها أن تكون البطولة الوحيدة للعلامة التجارية. انتقلت إلى العلامة التجارية لاحقًا عدة بطولات من خلال مسودة دبليو دبليو إي السنوية، ولكن تم إلغاء تنشيط بطولة إي سي دبليو إلى جانب مع علامة إي سي دبليو في 16 فبراير 2010.
| البطولة                               | وقتها في العلامة التجارية                                                               |
| ------------------------------------- | --------------------------------------------------------------------------------------- |
| بطولة إي سي دبليو                     | (13 يونيو 2006–22 يناير 2008؛ 30 مارس 2008-23 يونيو 2008؛ 29 يونيو 2008–16 فبراير 2010) |
| بطولة دبليو دبليو إي                  | (13 يونيو 2006–3 يوليو 2006)                                                            |
| بطولة الولايات المتحدة دبليو دبليو إي | (23 يونيو 2008–20 يوليو 2008)                                                           |
| بطولة الفرق الثنائية دبليو دبليو إي   | (13 نوفمبر 2007–20 يوليو 2008)                                                          |
| بطولة الفرق الثنائية العالمية         | (13 ديسمبر 2008–5 أبريل 2009)                                                           |

## أحداث الدفع مقابل المشاهدة
| التاريخ       | الحدث              | المكان           | الموقع            | الحدث الرئيسي                                                            |
| ------------- | ------------------ | ---------------- | ----------------- | ------------------------------------------------------------------------ |
| 11 يونيو 2006 | وان نايت ستاند     | قاعة هامرشتاين   | نيويورك، نيويورك  | جون سينا ضد روب فان دام                                                  |
| 3 ديسمبر 2006 | ديسمبر تو ديسميمبر | جيمس براون أرينا | أوغوستا في جورجيا | بيغ شو ضد بوبي لاشلي ضد سي إم بانك ضد هاردكور هولي ضد روب فان دام ضد تست |